# Laury Thilleman

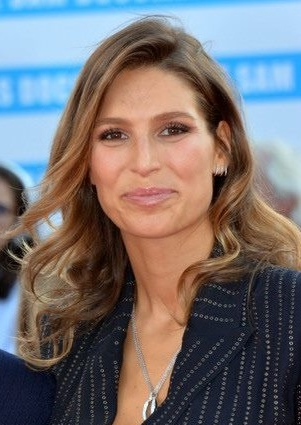
Laury Thilleman, 2017

Laury Betty Thilleman (* 30. Juli 1991 in Brest) ist eine französische Journalistin, Schauspielerin und Miss France 2011.

## Werdegang
Thilleman ist Tochter eines französischen Militärangehörigen, sie wuchs mit einem Bruder und einer Schwester in Brest auf. Sie besuchte das örtliche Gymnasium „Lycée Amiral-Ronarc'h“. An der Brest Business School machte sie ihren Bachelor in Management. In ihrer Freizeit war sie Hostess beim Fußballverein „Stade Brestois 29“, sie surft und schwimmt gerne. Nach der Wahl zur Miss France 2011 durchlief  sie mit Erfolg ein zweijähriges Studienprogramm zur Diplom-Journalistin beim Fernsehsender Eurosport. 2019 wurde Thilleman zur Botschafterin von UNICEF France nominiert.
Sie ist seit 2019 verheiratet mit einem kolumbianischen Küchenchef.